# سپیداره (آرمرده)
سپیداره یک روستا در ایران است که در دهستان پشت آربابا شهرستان بانه استان کردستان واقع شده‌است.